# Ксенофіліт
Ксенофіліт (англ. xenophyllite) — мінерал класу фосфатів, арсенатів та ванадатів, група філовіту.

## Загальний опис
Хімічна формула: Na4Fe7(PO4)6. Na — 8,74; Fe — 37,14; P — 17,65; O — 36,48. Знайдений в метеориті Августинівка, Дніпропетровська область, Україна. Недостатньо вивчений. Він був схвалений IMA у 2006 році.